# Joan Abelló i Prat
Joan Abelló i Prat, né le 26 décembre 1922 à Mollet del Vallès, et mort le 25 décembre 2008 à Barcelone, est un artiste peintre.

## Biographie

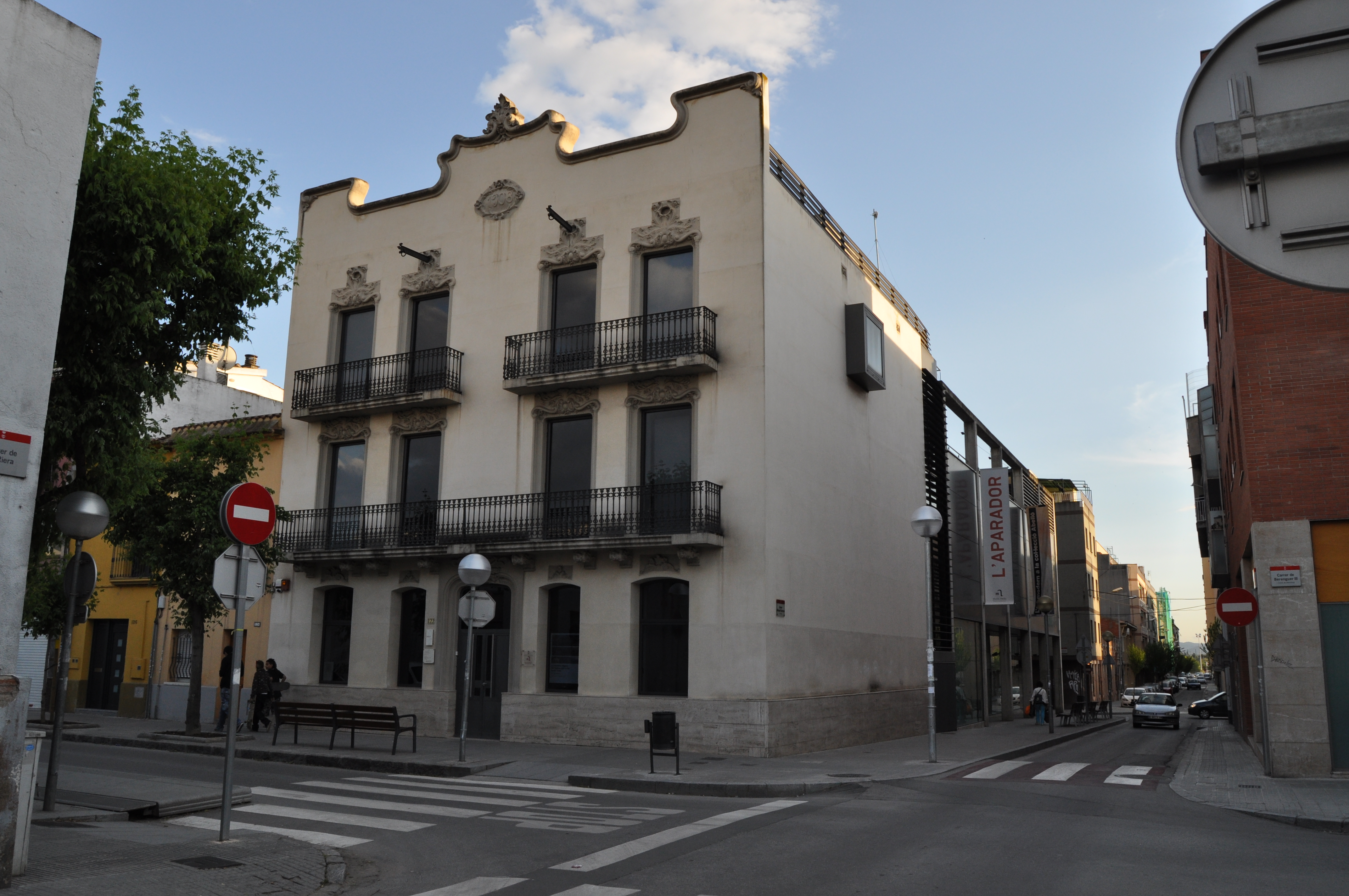
Musée Abelló à Mollet del Vallès.

## Expositions
- 1947 – Sala Caralt, Barcelone.

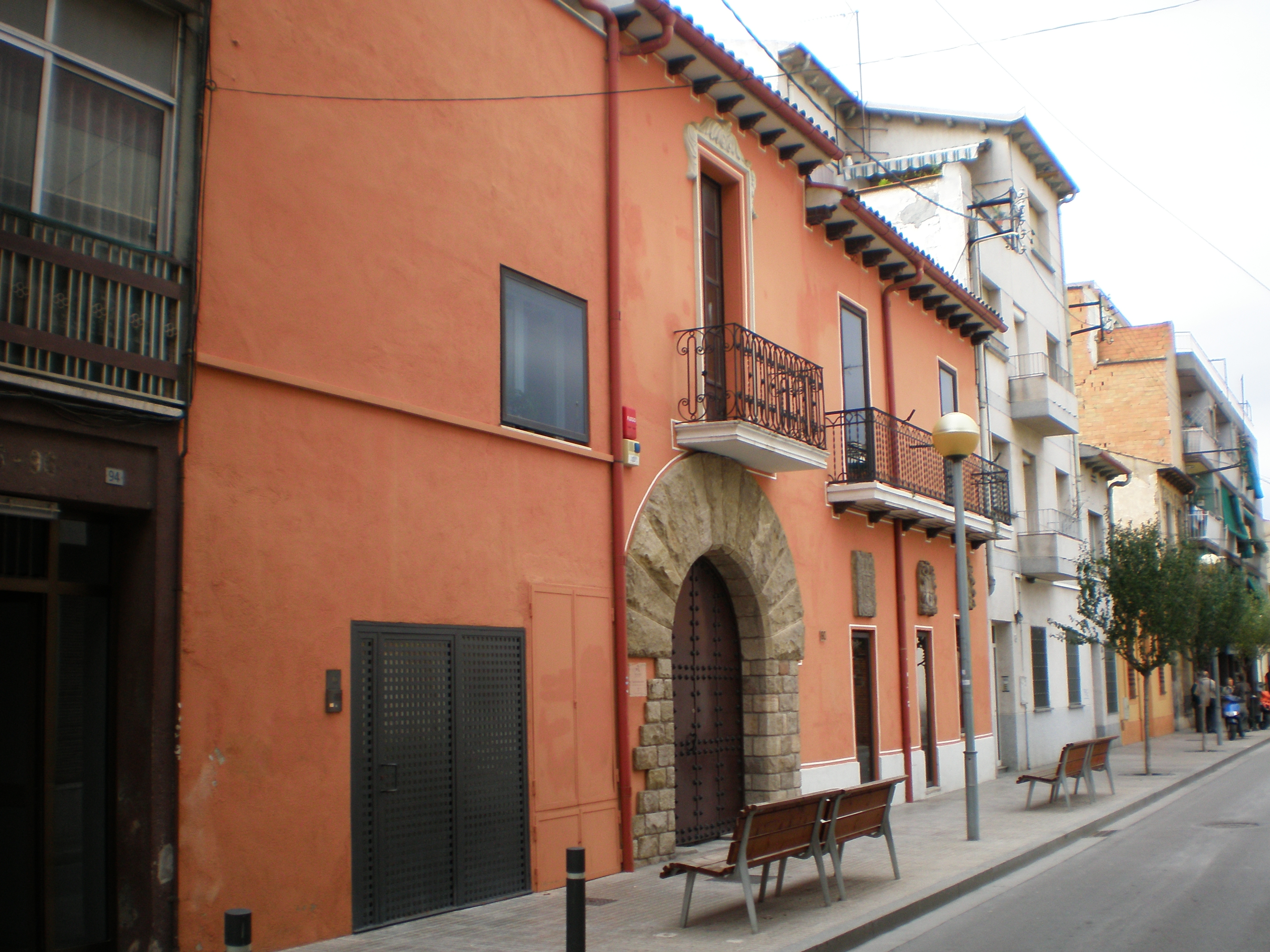
Maison-Musée de Joan Abelló à Mollet del Vallès.

- 1952 – Galeria Van Gogh i Casa de Artista, Barcelone.
- 1954 – Galeria Argos, Barcelone
- 1958 – La Pinacoteca, Barcelone.
- Galeria Dintel, Santander.
- 1959 – Galeria Biosca, Madrid.
- 1960 – Galeria Illescas, Bilbao
- 1961 – Gravats de “L’hora del te”, La Pinacoteca, Barcelone.
- 1963 – Broadway Art Gallery, Broadway (Angleterre).
- Hallifax House, Oxford (Angleterre).
- 1966 – Salle du Terminal, Amberes (Belgique).
- 1967 – Broadway Art Gallery. Broadway (Angleterre).
- 1968 – Jardins de Mn. Poten, Marrakech (Maroc).
- 1969 – Galería Ramon Durán, Madrid.
- 1970 – Saint-Martens-Latem (Belgique).
- 1974 – “Antològica Abelló”, ca:Biblioteca de Catalunya, Barcelone.
- Galeria Dintel, Santander.
- Galeria Del Campo, Amberes (Belgique).
- 1976 – Galerie Art et Matière, Grenoble.
- 1977 – Galeria Ingres, Madrid.
- 1980 – La Maison de la Culture, Grasse (France).
- 1981 – Grand Palais, Paris.
- 1982 – “Antològica Abelló”, Palais des papes d'Avignon (France).
- Ta Nisia Galleries, New York.
- 1983 – Cambra de Comerç Espanyola, Frankfurt.
- 1989 – “Antològica”, Fondo Internacional de Pintura, Barcelone
- 1993 – “Antològica”, ca:Galeria Mayoral, Barcelone.
- 1996 – “L’illa de Pasqua”, Galeria Llucià Homs, Barcelone.
- 1997 – Fontana d’Or, Gérone.
- 1998 – “Abelló 75 anys”, antològica. Centre cultural Can Mulà. Mollet del Vallès.
- 1999 – “Joan Abelló, entre la figuració i l’abstracció”, ca:Museu Abelló. Mollet del Vallès.
- 2000 – “Abelló. Avui, ahir i sempre”, Galeria Rusiñol, Sant Cugat del Vallès.
- 2001 – “Joan Abelló i el paisatge”, ca:Museu Abelló. Mollet del Vallès.
- 2002 – “Abelló. Guaches”,Sala Brok de Barcelona. Sala Brok de Barcelona
- “Abelló-, El Quatre Sala d’Art, Granollers.
- “Abelló a Rússia”, Museu Abelló, Mollet del Vallès.
- 2003 – “Joan Abelló i el paisatge”, Casa Municipal de Cultura La Unió, Teià.
- 2004 – “Abelló a Madrid”, Museu de la Ciutat, Madrid.
- 2005 – “Abelló a les col·leccions particulars”, Museu Abelló, Mollet del Vallès.
- “Abelló a França”, al Fondo Internacional de Pintura de Barcelona on es presenta el llibre Abelló. Sur les chemins des Alpes.
- “Joan Abelló, pastels”, Galeria A. Cortina, Barcelone.
- 2006 – “Abelló”, El Quatre Sala d’Art, Granollers.
- 2007 – “Joan Abelló a la Polinèsia, amb textos d’Aurora Bertrana i Josep Maria de Segarra” Museu Municipal Joan Abelló.
- “Joan Abelló a Egipte” ca:Reial Cercle Artístic de Barcelona.
- 2008 – “Abelló”, El Quatre Sala d’Art, Granollers.
- “Joan Abelló, puntures”, Pau d’Arara. Galeria d’Arts Aplicades, Sitges.
- 2009 – “El Mollet d’ Abelló”, Museu Municipal Joan Abelló, Mollet del Vallès.